# レーヴェレ
レーヴェレ（伊: Revere）は、イタリア共和国ロンバルディア州マントヴァ県ボルゴ・マントヴァーノにある分離集落（フラツィオーネ）。
かつては独立した自治体（コムーネ）であったが、2018年1月1日、ピエーヴェ・ディ・コリアーノ、ヴィッラ・ポーマと合併し、新自治体の一部となった。

## 地理

### 位置・広がり

#### 隣接コムーネ
コムーネとしてのレーヴェレは、以下のコムーネと隣接していた。
- ボルゴフランコ・スル・ポー
- マニャカヴァッロ
- オスティーリア
- ピエーヴェ・ディ・コリアーノ
- セッラヴァッレ・ア・ポー
- ヴィッラ・ポーマ